# Zermützel

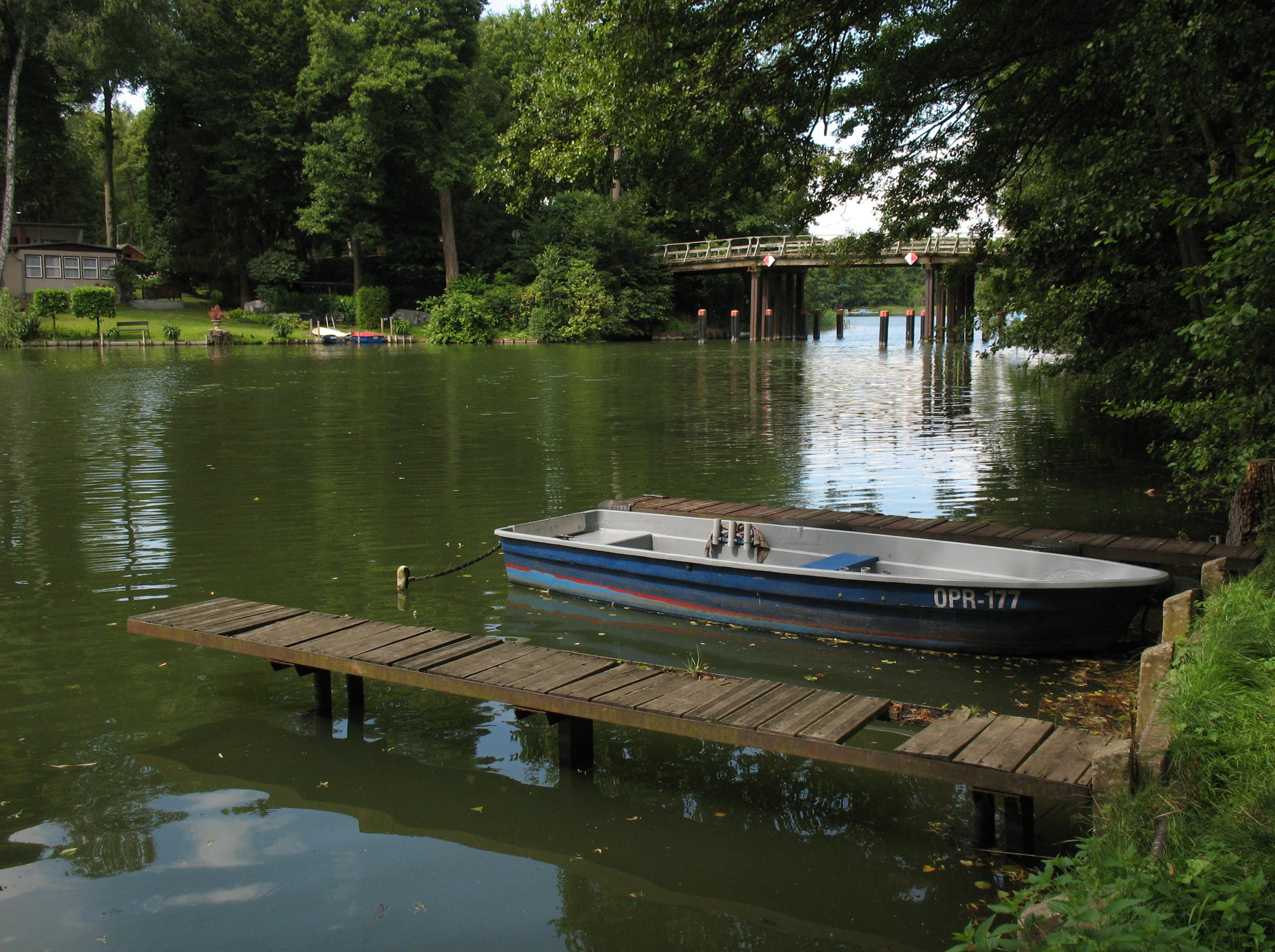

Zermützel is een plaats in de Duitse gemeente Neuruppin, deelstaat Brandenburg, en telt 75 inwoners (2007).